# Canon EOS 1200D
Canon EOS 1200D (название в Северной Америке — Canon Rebel T5, в Японии — Canon EOS Kiss X70) — цифровой однообъективный зеркальный фотоаппарат начального уровня семейства EOS компании «Кэнон». Фотоаппарат имеет матрицу с кроп-фактором 1,6 и позволяет использовать предназначенные для матриц такого размера объективы EF-S. Фотоаппарат анонсирован 12 февраля 2014 года. Заменил модель Canon EOS 1100D (название в Северной Америке — Rebel T3, в Японии — Kiss X50).
Рекомендуемая розничная цена в США в момент анонса фотоаппарата составляла 550 долларов за комплект с объективом EF-S
18-55 IS II.

## Описание
Canon EOS 1200D — третья модель линейки самых простых и доступных фотоаппаратов семейства EOS. Как и в случае его предшественников, упрощения по сравнению со старшими моделями в основном сводятся к использованию матрицы и заднего дисплея предыдущего поколения и ограничению на скорость съёмки.

## Отличия от 1100D

### Корпус и механика
- Масса уменьшена на 15 граммов.
- На корпусе появились резиновые накладки

### Электроника
- Разрешение матрицы увеличилось с 12 до 18 млн пикселей.
- Видеосъёмка в Full HD, а также съёмка в HD с частотой 60 кадров в секунду.
- Матрица обладает тем же диапазоном чувствительности 100—6400 ISO, но доступно значение 12.800 в расширенном режиме.
- Диагональ ЖК-дисплея увеличилась с 2,7 до 3 дюймов, а разрешение возросло до 460.000 пикселей.

## Комплект поставки
Основной вариант комплектации — с объективом Canon EF-S 18-55mm f/3.5-5.6 IS II.
Помимо объективов, комплект содержит:
- Литий-ионный аккумулятор Canon LP-E10.
- Зарядное устройство LC-E10 или LC-E10E.
- Шейный ремень EW-300D.
- USB-кабель IFC-200U/500U.
- Документация и программное обеспечение.